# المالحه، حماة
المالحه (به عربی: المالحة) یک روستا در سوریه است که در ناحیه مرکزی سلمیه واقع شده‌است. المالحه ۲۳۳ نفر جمعیت دارد.